# Schwemmkegel

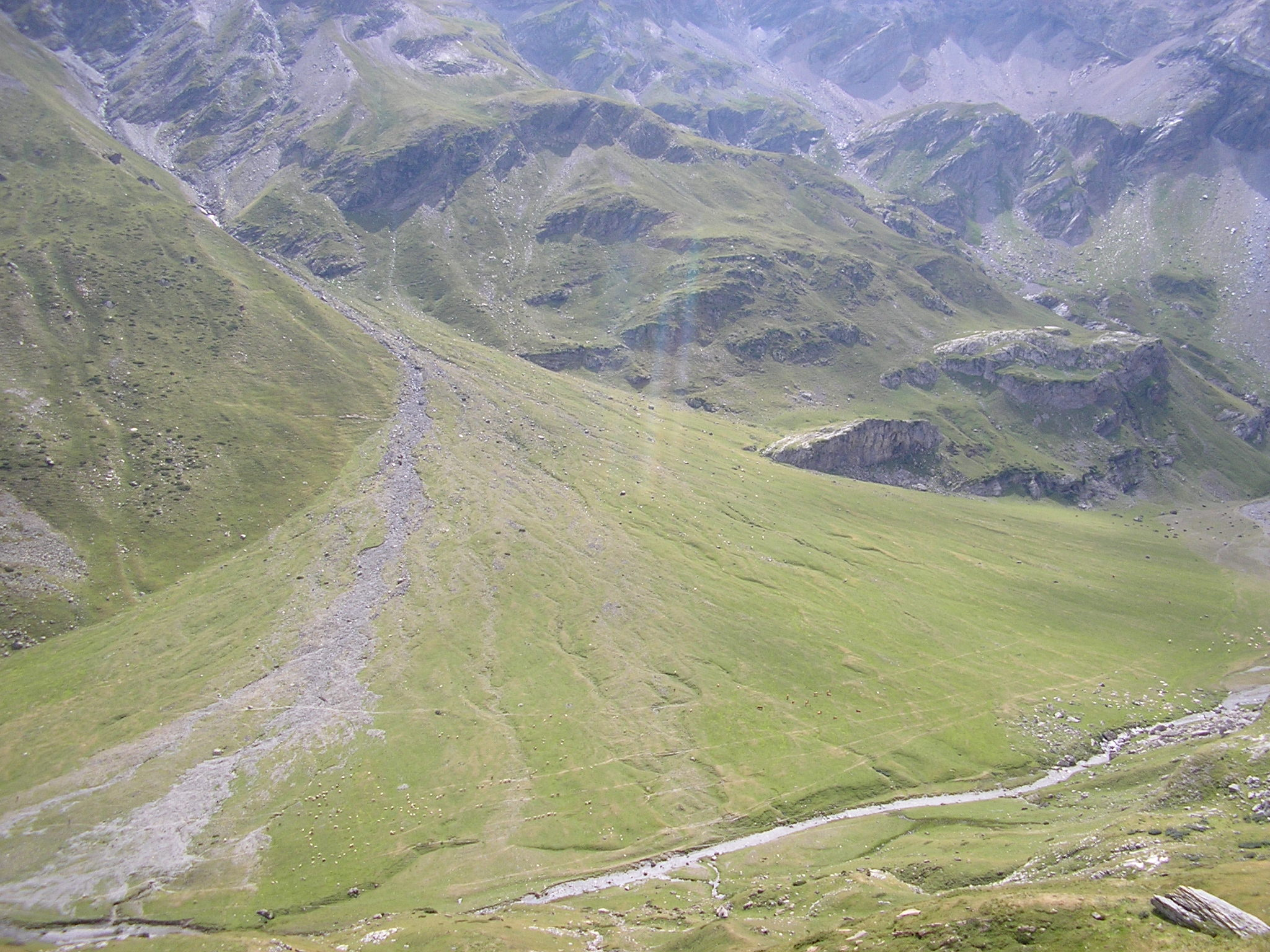
Schwemmkegel in den französischen Pyrenäen

Ein Schwemmkegel, auch Schwemmfächer, Geröllfächer, Sandurs oder alluvialer Fächer genannt, ist ein subaerischer fluviatiler (angeschwemmter) Sedimentkörper, der dort entsteht, wo ein Fließgewässer abrupt an Gefälle verliert, typischerweise beim Austritt aus einem Hochgebiet in tieferliegendes, schwächer reliefiertes Gelände.

## Beschreibung

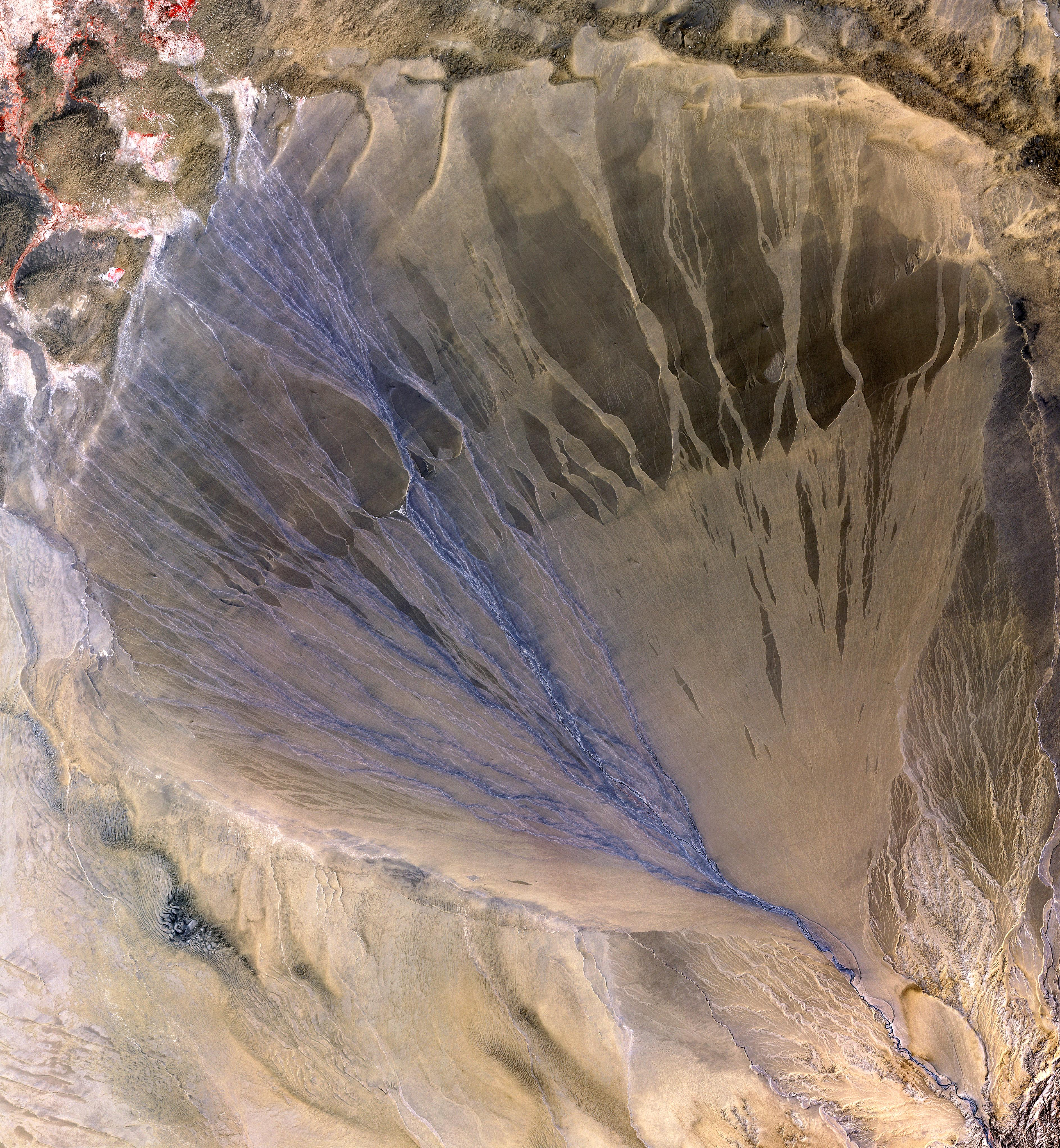
Ein ausgedehnter Schwemmkegel erstreckt sich über das Ödland zwischen den Kunlun- und Altun-Bergketten, die den südlichen Rand der Wüste Takla Makan bilden (China, Xinjiang). Die linke Seite ist der gerade aktive Teil des Schwemmkegels.

Schwemmkegel, deren Sedimentation zeitweise bzw. anfangs unter Wasserbedeckung (subaquatisch) abläuft, werden als Delta bezeichnet.
Tiefseefächer bilden sich unter der Wasseroberfläche.
Wenn sich aus Schutt ein Kegel ohne Einfluss von Wasser bildet, spricht man von einem Schuttkegel.
Bei einer abrupten Abnahme des Gefälles erfolgt eine ebenso abrupte Abnahme der Fließgeschwindigkeit. Damit sinkt zugleich das Transportvermögen für die gröbsten Fraktionen des zu diesem Zeitpunkt vom Wasser mitgeführten Gesteinsmaterials (vgl. → Hjulström-Diagramm). Somit bildet sich an entsprechenden Stellen ein kegelförmiger bzw. im Grundriss fächerförmiger Sedimentkörper aus.
Fließgewässer mit aktiven Schwemmfächern besitzen dort oft mehrere Arme, da das Wasser den bereits angespülten Ablagerungen ausweichen muss. Zudem baut sich der Schwemmkegel bei unveränderten Bedingungen immer weiter in das tieferliegende Gelände vor (Progradation).
Die Eigenschaften des Fächers werden bestimmt von
- der Art des vom Gewässer transportierten Materials
- der maximalen Wasserführung des Gewässers und
- der Stärke des Reliefkontrastes am Austritt des Gewässers aus dem Hochgebiet.

Schwemmfächer mit besonders viel grobem Material finden sich in Hochgebirgsregionen an Wildbächen, da dort das Gefälle besonders groß ist. Typisch sind Schwemmfächer am Ende von Schluchten oder Wadis.
Ein Schwemmfächer eines einmündenden Nebenflusses kann den Hauptfluss in Richtung der gegenüberliegenden Talseite abdrängen. Ein Beispiel hierfür ist die Mündung der Sill in Innsbruck.

## Bedeutung für den Menschen
In manchen Tälern sind Ortschaften gezielt auf den höher gelegenen Schwemmkegeln der Seitenbäche angelegt worden, um der Hochwassergefahr des auf der Talsohle fließenden Hauptflusses zu entgehen.
Allerdings ist auch die Lage auf einem solchen Schwemmkegel risikobehaftet, da die Sedimentationsereignisse, die diese Kegel größtenteils schufen, mit der Ablagerung des Materials in relativ kurzer Zeit einhergehen. Neben möglichen Sackungen kann der den Schwemmkegel bildende Wildbach pendeln und seinen Lauf ändern.

## Erkennbarkeit auf Landkarten

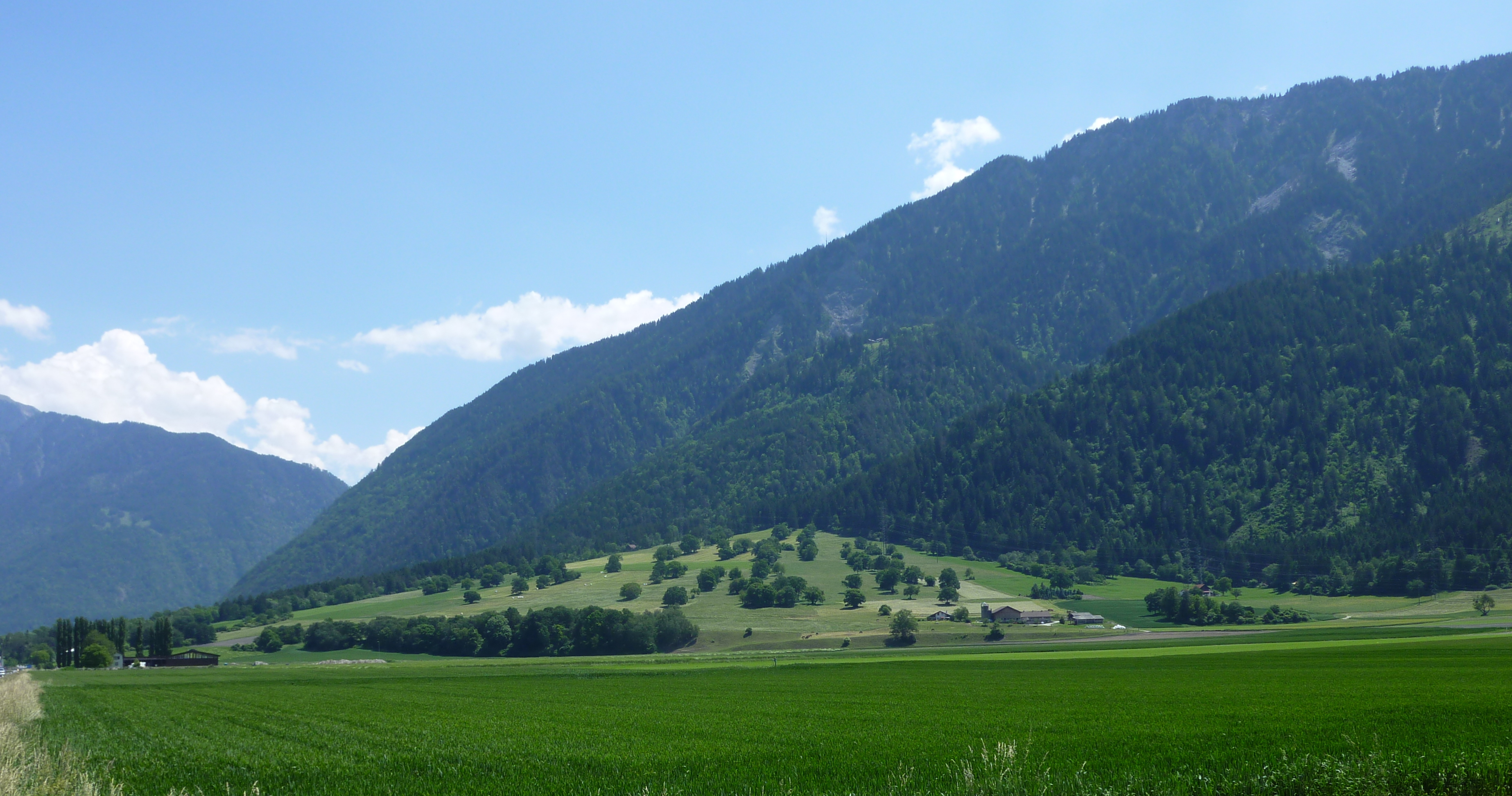
Schwemmkegel zwischen Domat/Ems und Chur

Auf Landkarten mit Schummerung und/oder Höhenlinien können Schwemmkegel gut erkannt werden, insbesondere am typischen halbkreisförmigen Verlauf der Höhenlinien. Ein Beispiel ist die Darstellung des Schwemmkegels zwischen Domat/Ems und Chur in OpenTopoMap.

## Typen

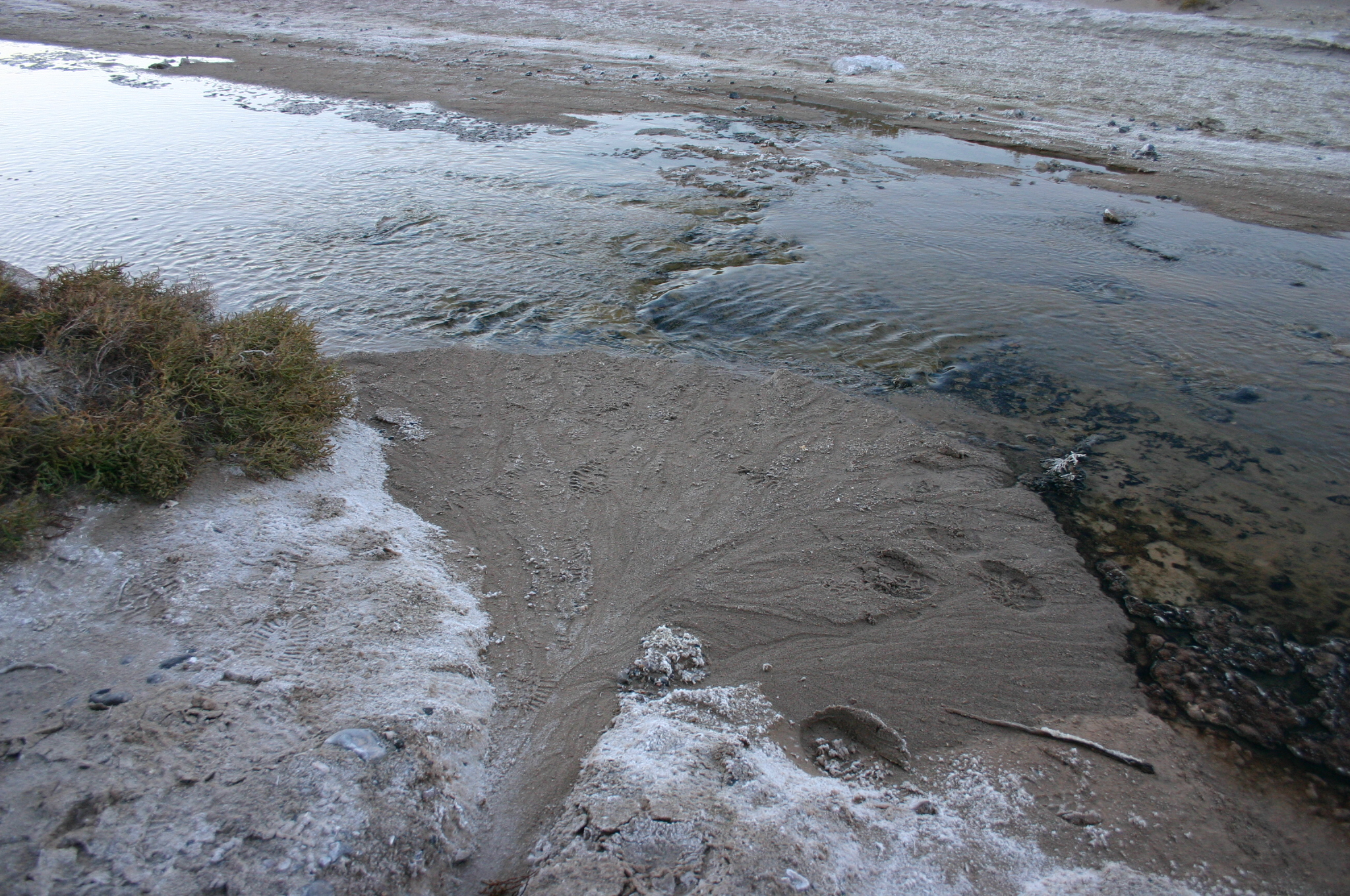
Kleiner Schwemmkegel

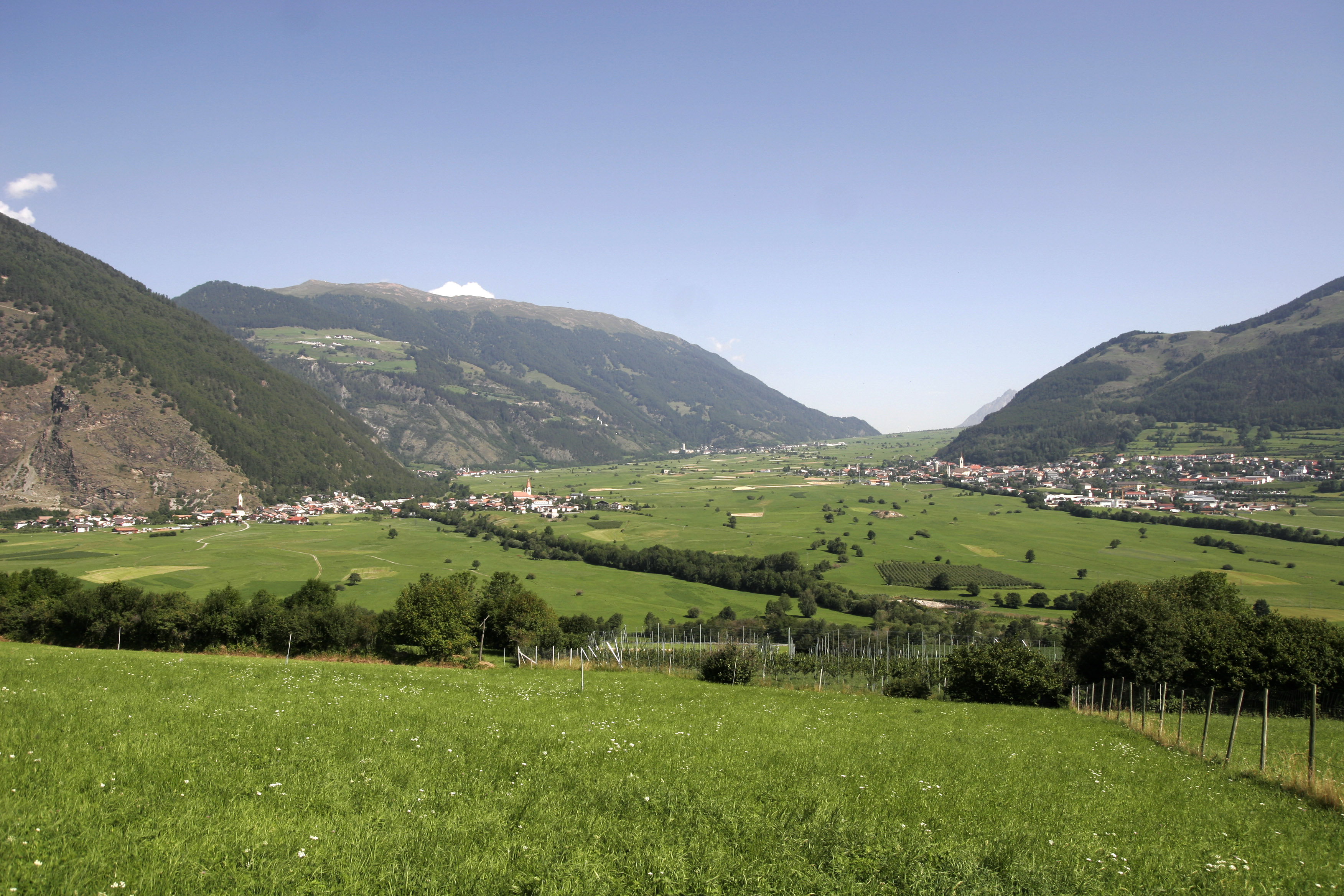
Ausgedehnte Schwemmkegel bedecken beispielhaft in Europa etwa 70 Prozent des Vinschgaus.

### Schutt- bis Schlammstrom
Ein Schutt- oder Schlammstrom bildet sich, wenn das Sediment-Wasser-Gemisch einen plastischen Brei bildet, der bei einer entsprechenden Neigung des alluvialen Fächers in Bewegung gerät. Der entstehende Sedimentkörper kann 30 Zentimeter bis einige Meter Höhe erreichen. Es bilden sich Loben und Dämme, die sich teilweise scharf voneinander abgrenzen und sich gegenseitig überlappen. Solche Fächer haben typischerweise ein Gefälle von 0,01–0,1 (1 %–10 %).
Das Sediment enthält Gesteine, deren Korngröße von Blöcken mit mehreren Tonnen Gewicht bis zu Tonen reichen. Die Partikel sind von einer Tonhülle umgeben und in der Regel schlecht sortiert.

### Die Rinnenfüllung
Durch starke Wasserströmungen werden in einen alluvialen Fächer Rinnen erodiert. Wenn die Strömungsenergie abnimmt, werden diese Rinnen wieder durch Sande und Kiese aufgefüllt. Die Rinnen sind langgestreckt, linsenförmig und grenzen sich scharf voneinander ab. Sie haben die Tendenz feineres Sediment flächenabwärts abzulagern. Das abgelagerte Sediment ist schlecht sortiert.

### Der Verflochtene Lauf
Der Verflochtene Lauf erodiert und sedimentiert auf der Fächerfläche Kiese, Sande und Silte. Die Schichten und Rinnensysteme sind unregelmäßig und meist nicht tiefer als 30 cm. Das Sediment ist schlecht sortiert und wird loben- und zungenförmig abgelagert. Die Steigung des Fächers ist bei diesem System relativ groß. Diese Art der Ablagerung entsteht meist in semiariden Gebieten mit unregelmäßiger Wasserführung.

### Mäandrierende Systeme
Bei mäandrierenden Systemen liegt eine deutlich geringere Neigung des Gewässers vor. Diese wird durch die höhere Menge an Wasser bedingt, die neben dem geringeren Gefälle auch für eine großräumigere Ausbreitung des Schwemmfächers sorgt. Dadurch erhöht sich ebenfalls die Transportweite der Sedimente, was eine bessere Sortierung und einen erhöhten Rundungsgrad der Komponenten zur Folge hat. In einem solchen System findet man proximal grobe Komponenten, während distal eher die Feinfraktion ansteht.

### Proglaziale Schwemmfächer
Diese Fächer sind gekennzeichnet durch den Austritt von Schmelzwasser aus dem Gletschertor. Dieses transportiert Sande und Silte mit sich, die am Grunde des Gletschers zermahlen worden sind oder aus Moränen ausgewaschen werden. Dieses System besitzt ein hohes Wasser/Sediment-Verhältnis, was zu einem langen Transportweg, guter Sortierung und einem geringen Neigungswinkel des Slopes führt. Die Kanäle sind mäandrierend und verlagern auf dem feinkörnigen Sedimentkörper (Sander) oft ihre Rinnen.